# 倉橋沙由梨
倉橋 沙由梨（くらはし さゆり、1986年1月10日 - ）は、日本のタレント・元レースクイーン。所属事務所はイアラ。

## 略歴
- 2005年、松本さゆき、大石れいなと共にSUPER GT「ECLIPSEレースクイーン」を務める。
- 2006年8月から『週刊ストリートチャンネル』（TOKYO MX）にレギュラー出演。
- 同年5月から2007年3月まで芸能人女子フットサルチーム「carezza」に所属していた（背番号15）。
- 2007年、ミス・エアギタージャパン・コンテスト2007 準グランプリ[1]。
- A-PLUS所属時は「さゆり」名義で活動していたが、2009年9月、現事務所に移籍したのを機に本名に戻した。

### 所属事務所遍歴
- キットハウス → サンズエンタテインメント → A-PLUS → イアラ

## 出演

### テレビ
- たかじん胸いっぱい（2006年7月、関西テレビ）
- 加藤夏希のトレンドアイズ（BS日テレ）
- アリケン（2008年6月26日、テレビ東京）
- 神さまぁ〜ず（2008年9月23日、TBSテレビ）
- パチンコ・パチスロ大冒険ジャンバリ〜黄金ホールに眠る秘宝〜（サンテレビ他）
- 真夜中の百貨店～シークレットルームへようこそ～　第37話「天使とランジェリー」（2016年12月20日、BSジャパン）

### ラジオ
- サンズRainbow Kiss （Kiss-FM KOBE）

### DVD
- さゆりDYNAMIC!（2007年1月20日、ラインコミュニケーションズ）[2]
- フェロモン（2007年6月8日、竹書房）
- 接吻～くちづけ～（2008年6月27日、リバプール）
- 夏の妖精（2008年9月26日、リバプール）